# Anhelina Chmil
Anhelina Andrijivna Chmil (ukrainska: Ангеліна Андріївна Хміль), född 27 juni 2003 i Ukraina, är en ukrainsk beachvolleyspelare. Hon har tillsammans med Tetiana Lazarenko vunnit guld vid U21-VM 2021 samt brons vid det samtidigt arrangerade U19-VM 2021. De har också tagit brons vid U22-EM 2021 och 2022 samt guld vid U18-EM 2020. 